# اسپوفورد (نیوهمپشایر)
اسپوفورد (به انگلیسی: Spofford) یک منطقهٔ مسکونی در ایالات متحده آمریکا است که در نیوهمپشایر واقع شده‌است. اسپوفورد ۲۱۰٫۰۱ متر بالاتر از سطح دریا واقع شده‌است.